# Голувкі-Дуже
Голувкі-Дуже (пол. Hołówki Duże) — село в Польщі, у гміні Юхновець-Косьцельний Білостоцького повіту Підляського воєводства.
Населення — 167 осіб (2011).
У 1975-1998 роках село належало до Білостоцького воєводства.

## Демографія
Демографічна структура станом на 31 березня 2011 року:
|          | Загалом | Допрацездатний вік | Працездатний вік | Постпрацездатний вік |
| -------- | ------- | ------------------ | ---------------- | -------------------- |
| Чоловіки | 92      | 21                 | 59               | 12                   |
| Жінки    | 75      | 10                 | 42               | 23                   |
| Разом    | 167     | 31                 | 101              | 35                   |